# Masaki Watai
Masaki Watai (jap. 渡井 理己, Watai Masaki; * 18. Juli 1999 in der Präfektur Shizuoka) ist ein japanischer Fußballspieler.

## Karriere
Masaki Watai erlernte das Fußballspielen in der Jugend des Liberdade FC sowie in der Schulmannschaft der Shizuoka Gakuen High School. Seinen ersten Profivertrag unterschrieb er 2018 bei Tokushima Vortis. Der Verein aus Tokushima, einer Großstadt in der gleichnamigen Präfektur Tokushima auf der Insel Shikoku, spielte in der zweithöchsten japanischen Liga, der J2 League. Mit Vortis feierte er 2020 die Zweitligameisterschaft und den Aufstieg in die erste Liga. Nach nur einer Saison musste er mit Vortis als Tabellensiebzehnter wieder in die zweite Liga absteigen. Zu Beginn der Saison 2022/23 wurde Watai an den portugiesischen Erstligisten Boavista Porto ausgeliehen. In zwei Spielzeiten bestritt er 28 Erstligaspiele. Ende Juni 2024 kehrte er zu Vortis zurück. Im Januar 2025 nahm ihn der Erstligist Kashiwa Reysol unter Vertrag.

## Erfolge
Tokushima Vortis
- Japanischer Zweitligameister: 2020  ▲